# 唯美主义

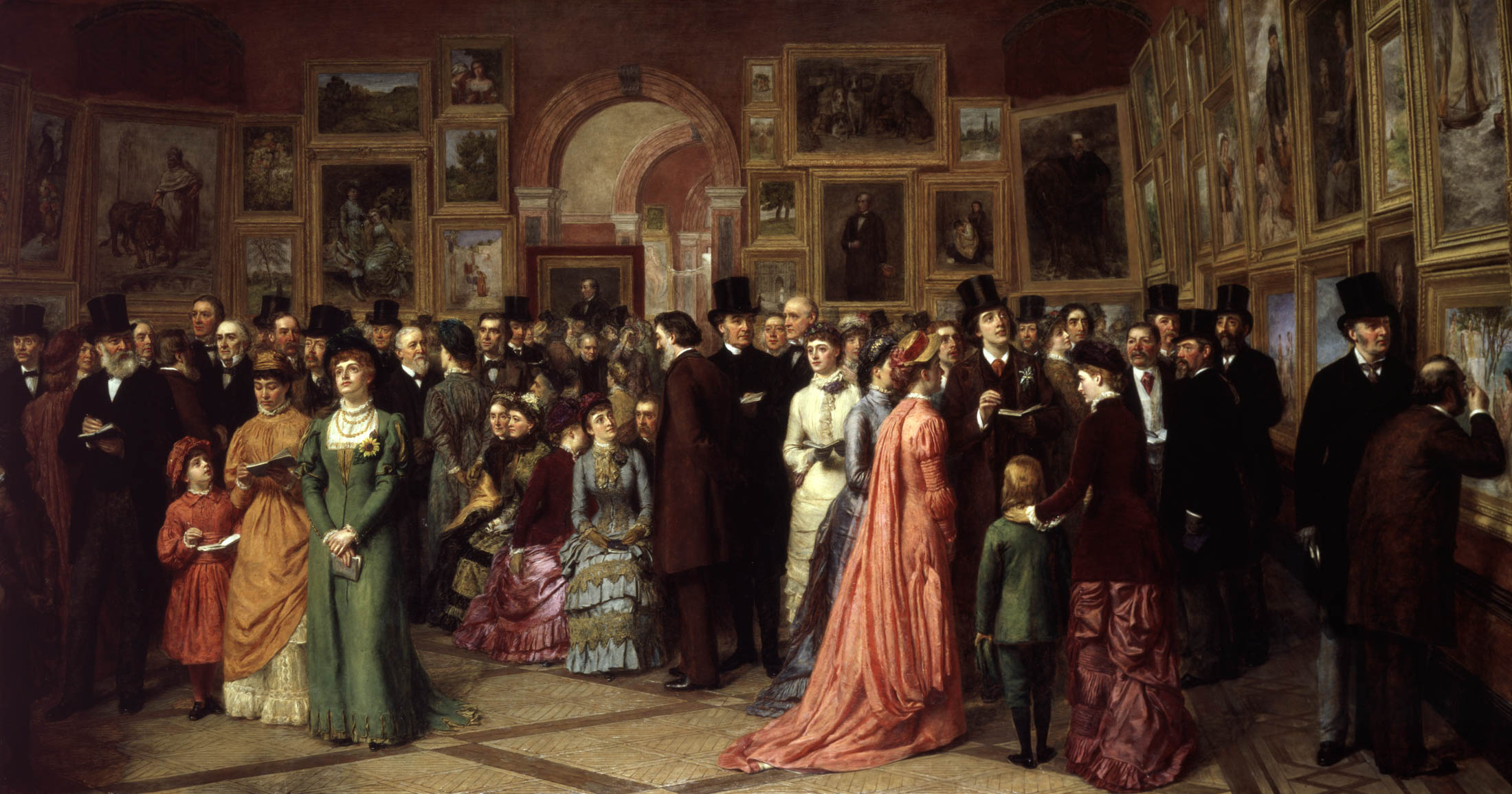
威廉·鲍威尔·弗里思在1881年所畫的A Private View at the Royal Academy, 1881，為一幅諷刺唯美主義對服裝影響的畫像，在畫中奥斯卡·王尔德在右方被一群仰慕者圍繞。

唯美主义（英語：aestheticism）主張藝術哲學應獨立於所有哲學之外，藝術只能以藝術自身的標準來評判。
唯美主义运动在汉语中有“美学运动”、“唯美运动”等不同译法，是於19世纪后期出现在英国艺术和文学领域中的一场组织松散的反社會的運動，发生于维多利亚时代晚期，大致从1868年延续至1901年，通常学术界认为唯美主义运动的结束以奥斯卡·王尔德被捕为标志。

## 緣起
唯美主义运动呈現著頹廢風氣，也有著對當時席捲著歐洲的樂觀進步主義的反思。英国的颓废派作家们受瓦尔特·佩特的影响非常大。佩特在1867年至1868年之间发表了一系列文章，主张人们应该热情的拥抱生活，追求生活的艺术化。颓废主义者们接受了这一观点。法国哲学家维克多·库辛和奥菲尔·戈蒂埃在法国推广了这一观念，提出“为艺术而艺术”的口号，并声称艺术与道德之间没有关联。

## 主張
唯美主义运动中的作家和艺术家认为：艺术的使命在于为人类提供感观上的愉悦，而非传递某种道德或情感上的信息。因此，唯美主义者们拒绝接受约翰·罗斯金和马修·阿诺德提出的“艺术是承载道德的实用之物”的功利主义观点。相反，唯美主义者认为艺术不应具有任何说教的因素，而是追求单纯的美感。他们如痴如醉的追求艺术的“美”，认为“美”才是艺术的本质，并且主张生活应该模仿艺术。

## 唯美主义文学特征
唯美主义运动的主要特征包括：追求建议性而非陈述性、追求感官享受、对象征手法的大量应用、追求事物之间的关联感应——即探求语汇、色彩和音乐之间内在的联系。
人们一般认为唯美主义和彼时发生在法国的象征主义或颓废主义运动同属一脉，是这场国际性文艺运动在英国的分支。这场运动是反维多利亚风格风潮的一部分，具有后浪漫主义的特征。
唯美主义有時被與惡魔主義連結，但是對惡魔主義和頹廢藝術不一定相符，倒不如說是感性的和文藝復興運動一起進行。有時也和神秘主義結合。

## 唯美主义文学代表人物
唯美主义视浪漫主义诗人约翰·济慈和雪莱为先驱，也受到了拉斐尔前派的影响。
在英国，唯美主义最杰出的代表人物是阿尔杰农·查尔斯－斯温伯恩（Algernon Swinburne），和奥斯卡·王尔德，这两人都接受过法国象征主义的影响。
和唯美主义运动有关联的艺术家包括詹姆斯·麦克尼尔·惠斯勒和但丁·加布里埃尔·罗塞蒂。

## 对唯美主义文学的評價
英國詩人兼評論者，被譽為維多利亞時代中期反叛詩人象徵的阿尔杰农·斯温伯恩對此派系的評論為「這個畫派的意義是『美』本身」，說明了唯美主義的本質。
法國天主教玫瑰十字會的創始人、神秘小說作家和藝術評論家约瑟芬·佩拉丹，其對此派系評價為「美是產生感情讓觀念昇華的歡樂」。
唯美主义也曾经受到来自杂志《笨拙》以及吉尔伯特和苏利文的小歌剧《忍耐》的嘲讽。

## 唯美主义视觉艺术
唯美主义思潮对室内设计也产生了影响。唯美主义的室内设计师们喜欢以孔雀羽毛和蓝白相间的中国瓷器作为装饰。
在英国，它发生于维多利亚时代晚期，大致从1868年延续至1901年。设计史研究中往往也将同时在美国出现的具有相似倾向的设计潮流归属于唯美运动。
有必要指出的是，尽管唯美运动和艺术与工艺运动有时候显得针锋相对，但二者并行发展，并且共同处于维多利亚时代的折衷主义气氛中，设计师之间常常颇有交往，彼此互相影响，有时候使用着共同的设计语言。唯美运动的核心思想认为，艺术的使命在于为人类提供感观上的愉悦，而非传递某种道德或情感上的信息。因此，唯美主义者拒绝接受约翰·拉斯金那种把艺术与道德相联系的观点。他们认为艺术或其他装饰不应具有任何说教的因素，提倡“为艺术而艺术”，如痴如醉地追求超然于生活的纯粹美，追求形式完美和艺术技巧。他们过着波希米亚主义（Bohemianism）的生活，即使贫穷，也热爱美甚于热爱生活。简言之，就是“唯美是求”。

## 延伸阅读
- 威廉·冈特. . 1975. ISBN 0224011057.